# Lomtjärnen (Ådals-Lidens socken, Ångermanland)
Lomtjärnen är en sjö i Sollefteå kommun i Ångermanland och ingår i Ångermanälvens huvudavrinningsområde.